# گورستان سرتربت۲
گورستان سرتربت۲ مربوط به دوران‌های تاریخی پس از اسلام است و در شهرستان املش، بخش رانکوه روستای سرتربت واقع شده و این اثر در تاریخ ۲ آبان ۱۳۸۲ با شمارهٔ ثبت ۱۰۶۷۸ به‌عنوان یکی از آثار ملی ایران به ثبت رسیده است.